# Wakriya AC
El Wakriya AC es un equipo de fútbol de Guinea que juega en el Campeonato Nacional de Guinea, la primera división de fútbol en el país.

## Historia
Fue fundado en el año 2007 en la ciudad de Boké por un grupo de futbolistas locales menores de 25 años con la idea de tener a un club que representara a la ciudad en el fútbol local. dos años después obtuvieron el permiso de competición por parte de la Federación de Fútbol de Guinea.
En la temporada 2017/18 alcanzaron la final de la Copa Nacional de Guinea, la cual perdieron ante el Horoya AC, con lo que obtuvieron el derecho de jugar en la Copa Confederación de la CAF 2018-19, su primer torneo internacional, donde fueron eliminados en la ronda preliminar por el Salimata et Taséré FC de Burkina Faso.

## Participación en competiciones de la CAF
| Temporada | Torneo                       | Ronda      | Club        | Casa | Visita | Global  |
| --------- | ---------------------------- | ---------- | ----------- | ---- | ------ | ------- |
| 2018/19   | Copa Confederación de la CAF | Preliminar | Salitas     | 3-1  | 0-2    | 3-3 (a) |
| 2021/22   | Copa Confederación de la CAF | 1          | Diambars FC | 1    | 0-3    | 0-3     |

1- La serie se jugó a partido único por el Golpe de Estado en Guinea de 2021.